# Ажажа Феодосія Омелянівна
Феодо́сія Омеля́нівна Ажа́жа (у шлюбі від 1939 року — Вернигора; 15 червня 1913, Сорочинці — 22 листопада 2006) — українська народна майстриня-вишивальниця.

## Біографія
Народилася 2 [15] червня 1913 року у містечку Сорочинцях (нині село Великі Сорочинці Миргородського району Полтавської області, Україна). Ремеслу вишивальниці навчалася у матері — Анастасії Тимофіївни. З 1934 року працювала у Великосорочинській промислово-кооперативній артілі; з 1939 року, після одруження, мешкала у селі Михайликах, працювала у колгоспі. Померла 22 листопада 2006 року.

## Творчість
Виготовляла традиційне народне жіноче та чоловіче вбрання (сорочки, блузки), речі домашнього вжитку, оздоблені в класичних техніках, з поліхромовою орнаментацією.
Її вироби експонувалися на виставках українського народного мистецтва 1936 року у Миргороді, Києві, Москві, Ленінграді, на всесоюзній сільськогосподарській виставці 1939 року у Москві. 1937 року скатертина роботи майстрині демонструвалася на Всесвітній виставці в Парижі.